# Карлссон, Магнус
Магнус Карлссон (швед. Magnus Carlsson; род. 24 июня 1974, Fristad) — шведский музыкант, певец, более известен как солист группы Alcazar.

## Биография
Родился 24 июня 1974 года в городе Бурос. Рос Магнус во Фристаде, недалеко от Буроса, где учился в специализированной школе с акцентом на музыкальное обучение. На протяжении четырёх лет учился на отделении музыкальной педагогики Гётеборгского университета, где получил квалификацию музыкального и вокального учителя.
В 1994 году Карлссон начал свою карьеру певца в шведской группе Barbados, позже став участником поп-группы Alcazar.
Участвовал в Melodifestivalen каждый год с 2000 по 2007, кроме 2004, в составе бывших групп и сольно.
В составе Barbados дважды был вице-чемпионом Melodifestivalen — в 2000 году с композицией «Se Mig» и в 2001 году с песней «Allt Som Jag Ser». Участие в 2002 году с песней «Världen Ütanför» принесло Barbados 4 место.
В конце 2002 года Карлссон решил покинуть Barbados, а уже 13 декабря 2002 стал официальным членом Alcazar. 24 января 2003 года выступил в последнем концерте с Barbados, уступив место солиста группы выпускнику шоу «Fame Factory» Маттиасу Хольмгрену.
В составе Alcazar дважды занимал третье место конкурса — в 2003 году с шлягером «Not A Sinner, Nor A Saint» (при этом группа Barbados заняла десятое место в финале) и в 2005 году с песней «Alcastar». Обе песни выигрывали конкурс OGAE Second Chance Contest, проводящийся среди песен, не прошедших на Евровидение. С Карлссоном в составе Alcazar выпустили 2 альбома -«Alcazarized» в 2003 году и «Dancefloor Deluxe» в 2004 году. Песня «This Is The World We Live In» из второго альбома стала мировым хитом. Но в 2005 году группа объявила о распаде. Карлссон начал сольную карьеру, Alcazar воссоединились в 2007 году, но уже без Карлссона.
В феврале 2006 года выступил в полуфинале Melodifestivalen в Карлстаде с песней «Lev Livet» и вышел в финал, где занял 8 место из 10. Тем не менее песня возглавила шведский песенный чарт.
В 2007 году выступил на Melodifestivalen с песней «Live Forever», акцентированной на вокале Карлссона, но она принесла ему лишь 5-е место в полуфинале, и он выбыл из конкурса. Однако, песня стала шестой по популярности на шведских радиостанциях в 2007 году.
После выхода нескольких альбомов Карлссон вернулся на Melodifestivalen в 2015 году, прервав восьмилетнюю паузу. Композицией стал шлягер «Möt Mig i Gamla Stan» («Встреть меня в Старом городе»), которую сам Карлссон охарактеризовал как смесь Barbados и Alcazar. В полуфинале, прошедшем 14 февраля в Мальме, Карлссон занял 1/2 место и вышел в финал.
Карлссон — открытый гей. Женат на Матсе Карлссоне с января 2006 года. Одним из бывших партнеров Карлссона является солист Alcazar Андреас Лундстедт.

## Дискография

### Альбомы
- 2015: «Gamla Stan»
- 2010: Pop Galaxy
- 2009: Christmas album to be announced
- 2008: Re: collection 93-08
- 2007: Live forever — The album
- 2007: Live forever — The album Bonus edition, only web release
- 2007: Live forever — The album Deluxe edition, only web release
- 2006: Spår i snön
- 2006: Magnus Carlsson
- 2001: En ny jul

### Синглы
- 2015: «Nej Nej Nej»
- 2015: «Möt Mig I Gämla Stan»
- 2014: «Tillsammans»
- 2013: «Glorious»
- 2009: «This Is Disco» (3rd in Swedish charts)
- 2009: «Sommar’n Som Aldrig Säger Nej»
- 2008: «I Was Born This Way»
- 2008: «Crazy Summer Nights» (4th in Swedish charts)
- 2007: «Waves of love» (18th in Swedish charts)
- 2007: «Live forever» (3rd in Swedish charts)
- 2006: «Wrap myself in paper» (2nd in Swedish charts)
- 2006: «Mellan vitt och svart» (2nd in Swedish charts)
- 2006: «Lev livet!» (1st in Swedish charts)
- 2002: «Finns det mirakel»
- 2001: «Mitt vinterland»